# Еди (Айрън Мейдън)
Вижте пояснителната страница за други значения на Еди.
Еди, чието пълно име е Главата Еди или Главата Едуард, известен още като Едуард Велики е талисманът на британската хевиметъл група Iron Maiden. Той е винаги включен в често насилствените обложки на групата и освен това присъства и на концертите им. Еди е включен и в компютърната игра Ed Hunter и като участник в Tony Hawk's Pro Skater 4.

## Началото
Първата версия на маската е направена от студента по изкуства Дейвид Браун. Той живеел близо до Дейв Бийзли и му дал няколко от маските, които бил направил. Маските били направени от хоросан, оформен по пластмасов модел, взет от лицето на друг студент.
Оригиналния Еди бил просто театрална маска и може да бъде видян в снимки от обложката на сингъла от първия албум на групата Running Free. Бил поставен точно до логото на Iron Maiden. По време на концерти е била свързана с помпа, която изпомпва боя върху тогавашния барабанист Дог Сампсън.
Пълното име на Еди е Главата Еди (на английски: Edward The Head). На обложката на Live After Death последната част от името (англ. The Head) е скрито от буца пръст. Цялото му име може да бъде видяно и в играта базирана на него Ed Hunter. Самото име идва от стара шега: "Главата Еди се роди без тяло, ръце и крака. Той бе само глава. Но въпреки този дефект по рождение, родителите му много го обичали. На шестайстия му рожден ден те намерили доктор, който можел да даде на Еди тяло. Когато се прибрали не можели да устоят да му кажат, че ще има тяло като другите. Еди влезнал при тях и те казали „Имаме изненада за теб. Най-хубавия подарък на света“. Те му го показали, а Еди казал „Само да не е още една шапка“.
(Eddie the head was born with no body, no arms, and no legs. All he had was a head. But despite this major birth defect, his parents still loved him very much. So on his sixteenth birthday, his parents found a doctor that could surgically give Eddie a body. When the parents got home, they couldn't wait to tell him that he could finally have a body and be like other normal people. When Eddie got there, they were really excited and said, Have we got a surprise for you. It's the best present ever! They showed him, and Eddie said, Oh no, not another fuckin' hat!)
Така Iron Maiden дали името Еди на маската. Образът му е създаден от Дерек Ригс. На рисунките по сингъла Running Free се вижда силуета на голямо мършаво зомби. Когато групата търсела потенциална обложка за първия си албум, видели писунката на Ригс, която впоследствие станала обложка на едноименния албум.
Обложката и на втория албум на групата е авторско произведение на Ригс, след което групата започва да го ангажира предварително за The Number of the Beast и следващите албуми. В документалното видео 12 Wasted Years, Дерек Ригс твърди, че рисункатана Еди е вдъхновена от изгорена японска глава, стърчаща от едната страна на японски танк, излъчена по телевизията в документален филм за битката за Гуадалканал през 1942 г.
Има хипотези, че Еди е псевдоним на Бенджамин Брийг от песента от последния албум на групата The Reincarnation of Benjamin Breeg.

## Други художници
Първия случай, в който обложка на групата е нарисувана не от Ригс, а от Мелвин Грант е Fear of the Dark. Грант прави също така и обложките на Virtual XI, Death on the Road и The Reincarnation of Benjamin Breeg.
Хю Сайм е автор на обложката на The X Factor, която е компютърно обработена снимка на кукла на Еди.
Мат Уилкинсън изобразява Еди като прилеп на Live at Donington и го рисува за The Wicker Man.
Дейвид Патчет рисува Еди като Смъртта на Dance of Death, но името му не е включено в албумът, тъй като групата решава да използва недовършената илюстрация.
Тим Брадстрийт (известен повече с работата си по комиксите „Наказателя“) прави обложката на A Matter of Life and Death.
МакФерлин Тойс пускат на пазара две играчки Еди, базирани на образите му в Killers и The Trooper.